# Corcovado (chanson)
Pour les articles homonymes, voir Corcovado.
Pistes de O amor o sorriso e a flor
O pato Discussão
Corcovado est une chanson brésilienne écrite et composée par Antônio Carlos Jobim et sortie en 1960. Quand João Gilberto l'a enregistrée, il a demandé à Tom Jobim de remplacer les premiers mots qui étaient Um cigarro um violão par Um cantinho um violão. Dès 1962, elle est reprise en version instrumentale par Cannonball Adderley et Miles Davis et en 1963 par Stan Getz et João Gilberto sur l'album Getz/Gilberto, puis traduite en anglais sous le nom de Quiet Nights of Quiet Stars (paroles de Gene Lees) pour Andy Williams et se classe no 15 au Billboard Hot 100. Cette même année paraissent des versions par Tony Bennett, Ernestine Anderson et Vikki Carr. 
Parmi les chansons qui ont popularisé la bossa nova, Corcovado est depuis devenue un standard du latin jazz.  

## Reprises
Singles de Andy Williams
Charade
(1963) Some Children See Him
(1963)
Enregistrées en anglais (sauf mentions contraires) par : Barbara Acklin, Cannonball Adderley, Ernestine Anderson, Regina Belle, Tony Bennett, Han Bennink et Eugene Chadbourne (instrumental), Charlie Byrd (instrumental), Vikki Carr, Perry Como, Miles Davis (instrumental), Doris Day, Michel Delpech, Eumir Deodato (instrumental), Sasha Dobson, Everything but the Girl , Ella Fitzgerald, Art Garfunkel , Stan Getz (instrumental), Astrud Gilberto (en portugais : Corcovado), João Gilberto (en portugais : Corcovado), Earl Grant (instrumental), Shirley Horn, Engelbert Humperdinck, Stacey Kent, Diana Krall, Queen Latifah, Lilicub, Johnny Mathis, Marilyn Maye, Joe Pass, Elis Regina (en portugais : Corcovado - album Elis & Tom), Cliff Richard, Henri Salvador (en français : Bonjour et bienvenue), Shirley Scott (instrumental), Frank Sinatra, O.C. Smith, Karl-Heinz Steffens et David Gazarov, Trio da Paz, Trio Esperança, Caterina Valente, The Walkabouts, Andy Williams, Mary Wilson, et Wovenhand.